# Повойничек шеститычинковый
Пово́йничек шеститычи́нковый (лат. Elatine hexandra) — вид цветковых растений рода Повойничек (Elatine).

## Ботаническое описание
Многолетнее или однолетнее травянистое растение 2—20 см высотой. Листья супротивные. Цветки с 3 лепестками с розовыми жилками, длиннее 3 чашелистиков. Тычинок 6 (отсюда название), плодолистиков 3. Цветение летом.

## Распространение
Бельгия, Великобритания, Дания, Ирландия, Нидерланды, Норвегия, Швеция, Австрия, Чехия, Словакия, Швейцария, Испания, Венгрия, Италия, бывшая Югославия, Португалия, Польша, Румыния.

## Местообитание
Водное растение, встречается в озёрах, прудах, канавах, песчаных пляжах.

## Хозяйственное значение и применение
Иногда это растение используют как аквариумное в аквариумистике.

## Синонимика
- Elatine paludosa Seub.
- Elatine tripetala Sm.
- Hydropiper hexandrum Fourr.
- Hydropiper majus Fourr.
- Potamopitys hexandra Kuntze
- Tillaea hexandra Lapierre[2]